# Сергеевка (Павлодарская область)
Сергеевка (каз. Сергеевка) — упразднённое село в Щербактинском районе Павлодарской области Казахстана. Входило в состав Сергеевского сельского округа. Ликвидировано в ? г.

## История
Село Сергеевка основано в 1909 г. украинскими крестьянами в урочище Мезгил Орловской волости.